# Biantes lecithodes
Biantes lecithodes – gatunek kosarza z podrzędu Laniatores i rodziny Biantidae.

## Występowanie
Gatunek wykazany z Birmy.